# جیسون یوئل
جیسون یوئل (انگلیسی: Jason Euell؛ زادهٔ ۶ فوریهٔ ۱۹۷۷) بازیکن فوتبال سابق اهل بریتانیا است. وی هم‌اکنون سرمربی‌گری باشگاه فوتبال چارلتون اتلتیک را برعهده دارد.
از باشگاه‌هایی که در آن بازی کرده‌است می‌توان به باشگاه فوتبال چارلتون اتلتیک، باشگاه فوتبال دونکستر راورز، باشگاه فوتبال ای‌اف‌سی ویمبلدون، باشگاه فوتبال ساوت‌همپتون، باشگاه فوتبال بلکپول، باشگاه فوتبال ویمبلدون، و باشگاه فوتبال میدلزبرو اشاره کرد.
وی همچنین در تیم‌های ملی فوتبال زیر ۲۱ سال انگلستان و جامائیکا بازی کرده‌است.